# Station Burton upon Trent
Burton upon Trent is een spoorwegstation van National Rail in Burton upon Trent, East Staffordshire in Engeland. Het station is eigendom van Network Rail en wordt beheerd door East Midlands Railway. Het station is geopend in 1903.